# The Hellion (film fra 1919)
The Hellion er en amerikansk stumfilm fra 1919 af George L. Cox.

## Medvirkende
- Margarita Fischer som Mazie Del Mar / Blanche Harper
- Emory Johnson som George Graham
- Charles Spere som Larry Lawson
- Henry A. Barrows som Joseph Harper
- Lillian Langdon som Helen Harper